# 2021 en Indonésie
Cet article présente les faits marquants de l'année 2021 en Indonésie.

## Événements
- 9 janvier : le vol Sriwijaya Air 182 s'écrase en mer de Java.
- 14 janvier : publication dans Science Advances d'un article de l'Université de Griffith (Australie) qui annonce la découverte - en 2017 dans la grotte de Leang Tedongnge sur l'Île de Sulawesi en Indonésie - d'une peinture rupestre représentant un cochon verruqueux de Sulawesi[1] ; la peinture a été datée par Maxime Aubert, de la même université, en analysant à l'uranium-thorium des échantillons de calcite qui s'étaient déposés dessus, qui amène à estimer son âge à au moins 45.500 ans, ce qui en ferait le plus vieil art rupestre connu au monde[1].
- 15 janvier : un séisme de magnitude 6.2 sur l'île de Célèbes (autre nom de Sulawesi) détruit en partie la ville de Mamuju, dont son hôpital, causant au moins 81 morts[2].
- 28 mars : attentat à Makassar.
- 21 avril : le sous-marin KRI Nanggala de la marine indonésienne coule au nord de Bali avec 53 marins.
- 8 septembre : 40 personnes décèdent dans l'incendie de la prison de Tangerang (province de Banten).
- 4 décembre : une éruption du volcan Semeru fait au moins 22 morts.